# Batesanthus parviflorus
Batesanthus parviflorus là một loài thực vật có hoa trong họ La bố ma. Loài này được Cecil Norman mô tả khoa học đầu tiên năm 1929.

## Phân bố
Loài này có tại Sierra Leone, Cameroon, Angola.